# 수산화 루비듐
수산화 루비듐(Rubidium hydroxide, RbOH)은 하나의 루비듐 이온과 하나의 수산화 이온에 의해 형성되는 강한 염기성 물질 및 알칼리성이다.
수산화 루비듐은 자연에서 나타나지 않는다. 그러나 그것은 산화 루비듐의 합성에 의해 얻을 수 있다. 또한, 수산화 루비듐은 몇 공급 업체에서 수용액의 형태로 상업적으로 사용할 수 있다.
수산화 루비듐은 매우 부식성이므로 이 물질을 다룰 때 적합한 보호 의복, 장갑 및 눈-얼굴 보호가 필요하다.

## 합성
수산화 루비듐은 물에 산화물을 분해하여 산화 루비듐의 합성을 할 수 있다:
Rb2O (s) + H2O (l) → 2 RbOH (aq)
수산화 루비듐은 5 g의 배수에 50% 또는 99% 수용액의 형태로 화학 물질 공급 업체의 특정 숫자에서도 상업적으로 사용할 수 있다.

## 사용
수산화 칼륨 및 수산화 나트륨의 반응이 덜 심하고 따라서 안전한 방법으로 수산화 루비듐의 거의 모든 산업 기능을 수행할 수 있기 때문에 수산화 루비듐은 거의 산업 공정에서 사용되지 않는다.
수산화 루비듐은 과학적 연구에 사용된다. 그것은 종종 비싼 원소 루비듐의 낭비를 방지하기 위해 가급적 사용된다.
수산화 루비듐은 거의 정상적인 산업 공정에서 사용되지 않는다는 사실에도 불구하고, 그것은 거의 모든 루비듐 화합물의 합성이 중간으로 수산화 루비듐에 관련되어있다는 것을 주목할 수 있다. 자연 산화 루비듐이 물을 추가하고, 그 결과 제품으로 반응이 가용성인 수산화 루비듐을 형성한다.

## 위험 방지
수산화 루비듐 접촉에 피부에 즉각적인 화상을 일으키는 부식성 화합물이다. 이 화학 물질을 다룰 때 궁극적인 치료가 수행되어야 한다.
실험실에서, 보호복, 장갑, 그리고 알칼리 방지 소재로 만든 눈-얼굴 보호는 인간의 피부에 수산화 루비듐의 실수로 누출로 인한 부상을 방지하기 위해 착용하는 것이다.
이 강한 알칼리의 희석은 천천히 물을 비커에 수산화를 추가하여 수행되어야 한다.
또한, 이 화합물에 대한 화학적 실험에서 끓어 넘치거나 혈관을 손상하는 용액을 유발하는 발열 반응에서 방출된 열의 큰 양을 방지하기 위해 주의할 수 있어야 한다.

## 같이 보기
- 수산화 칼륨
- 수산화 나트륨
- 루비듐

## 참조
1. http://www.webelements.com/webelements/compounds/text/Rb/O1Rb2-18088114.html :Rubidium oxide on WebElements. Accessed in August 2005.
2. http://www.chemexper.com/chemicals/supplier/cas/1310-82-3.html :Rubidium hydroxide on ChemExper. Accessed in September 2005.